# Het beleg van Crowstone
Het beleg van Crowstone is het 33ste stripverhaal uit de reeks van De Rode Ridder. Het is geschreven door Willy Vandersteen en getekend door Eduard De Rop. De eerste albumuitgave was in 1967.

## Het verhaal
Het verhaal speelt zich af aan de Engelse kust waar Moren gesignaleerd zijn. Johan wordt hierop door koning Arthur op onderzoek uitgestuurd. Al snel redt hij het leven van de hoofdman van de Moren, maar deze slaat op de vlucht. Johan vindt onderdak in een kasteel en daar blijkt dat de Moren zijn gekomen om de bewoners van het kasteel te straffen voor een eerder begane moordpartij. De Moren slaan rond het kasteel een beleg op en een bloedige strijd begint. Er wordt gestreden tot de laatste man, en uiteindelijk wordt Johan als enige gespaard, uit dank voor het redden van het leven van de hoofdman. Als Johan bij bewustzijn komt in een hut verneemt hij van de bewoners dat de vloot van de Moren vergaan is in een storm op zee.